# Взятие Трира (1794)
Взятие Трира (нем. Trier) — операция французской революционной армии во время войны первой коалиции. Во время боев в начале августа 1794 года в окрестностях Трира французская Мозельская армия генерала Жана Рене Моро разбила противостоявшие ей войска союзников и заняла город, свергнув власть трирского архиепископа.

## Перед операцией
После боев у Трипштадта Комитет общественного спасения приказал захватить Трир. Тот факт, что завоеванию архиепископства придавалось такое большое значение, был обусловлен, среди прочего, простой династической причиной: курфюрст и архиепископ Трирский Клеменс Венцеслаус был дядей французского короля Людовика XVI и его братьев, графа Прованского и графа Артуа. Последние двое нашли приют в Трире вместе с большим количеством (более 1000) эмигрантов. Это стало раздражающим обстоятельством для французского революционного правительства.
22 июля в Кайзерслаутерне, ещё 17-го занятого французами, представители Конвента на совете, на который были приглашены командующие двух армий, Мишо и Сен-Сир, Моро и Амбер, обсудили план предстоящего наступления. Мозельская армия Моро должна была тремя колоннами наступать на Трир. Рейнской армии Мишо было поручено сдерживать пруссаков на равнинах Пфальца и удерживать позиции у Кайзерслаутерна, Ландштуля и Кибельберга. К этому времени на Мозель из западных департаментов прибыли 15 000 подкрепления.

## Ход боев
В первых числах августа Мозельская армия (48 тысяч) начала наступление на Трир тремя колоннами. Левая колонна генерала Амбера, состоявшая из трёх дивизий, Коло, Венсана и Тапонье, 24 000 человек, двигалась по левому берегу Мозеля фронтом против Трира и одновременно своим левым флангом угрожала Люксембургу. Средняя колонна генерала Дебюро (10 тысяч) двигалась по хребтам между Сааром и Мозелем. Правая колонна генерала Рено наступала через Хохвальд, горный хребет Хунсрюк, в направлении Пеллингена. Дороги были размыты дождями, поэтому колонны продвигались медленно.
Перед Триром, расположенным в долине Мозеля, чтобы предотвратить бомбардировку города, на гребне холмов на Грюнеберге, в Херренбрюнхене, в лесу Маттхайзер и возле Пеллингена союзниками были построены редуты, которые вместе с австрийскими войсками (7 тысяч штыков и сабель)также защищали трирские егеря курфюрста. Общее командование осуществлял австрийский генерал от кавалерии Эрнст фон Бланкенштейн.
Позиции, на которых союзники ждали своего противника, были следующими: 5 рот удерживали шанцы в Пеллингене, 2,5 роты трирских егерей удерживали редут у Штоквейлера, 5 рот хорватов находились в Хоквайлере, одна рота — в Эммеле. Аванпосты стояли за Ольмутом, Хентереном и Церфом. В Конце стоял батальон с кавалерийской отрядом, 2 роты — в Вассербиллиге.
7 августа колонна Амбера через Ремих прибыла на высоты позади Гревенмахера. Австрийцы отошли за реку Зауэр, которую из-за половодья нельзя было перейти вброд. 8 августа в десять утра французы начали наступление на позиции австрийцев у моста через Зауэр в Вассербиллиге. Левофланговая французская дивизия Коло, переправившаяся у Мецдорфа, подошла к позициям противника с севера и начала обстрел из лёгких орудий во фланг. Одновременно дивизии Венсана и Тапонье атаковали австрийцев в Вассербиллиге с фронта. Австрийцы поспешно отступили в направлении Трира, потеряв пленными около ста человек. Во время отступления вдоль северного берега Мозеля они подверглись обстрелу с южного берега со стороны лёгкой пехоты средней колонны генерала Дебюро, подошедшей к этому времени через Мерцкирхен.
Правая колонна Рено, 14 000 человек, продвинулись к Триру через Церф, выбив оттуда вражеские аванпосты. Австрийцы, находившиеся в Церфе и Хентерне под командованием генерала графа фон Меркандина, отошли к Пеллингену. 8 августа с девяти до двенадцати часов подошедшие французские войска обстреливали из орудий укрепления на высотах Пеллингена, а затем атаковали с обоих флангов. Бой продолжался до двух часов дня. Австрийцы оказали упорное сопротивление (по их сообщениям, они отбили четыре атаки французов), но все же были вынуждены уступить позиции. Французская кавалерия воспользовалась своим преимуществом и стала преследовать убегающих союзников, захватив много пленных и несколько орудий. Австрийские потери составили 9 офицеров и 291 рядовых убитыми, ранеными и пленными.
К вечеру 8 августа генерал фон Бланкенштейн собрал свои разрозненные войска и расположил их на высотах возле Трира у картезианского монастыря и Каюскеллера. На левом берегу Мозеля, австрийские части, выбитые из Вассербиллига, оставалась на высотах у Игеля. Командованием было принято решение оставить город, и в ночь на 9 августа войска союзников покинули Трир и отступили на Кайзерсеш. Прусский корпус генерала Калькройта, шедший на помощь Триру, опоздал.

## Результаты
9 августа французская армия вошла в Трир. Представитель Конвента Пьер Бурботт, сопровождавший войска, доложил в Париж: «Французские войска почти одновременно продвинулись по обширной территории, и это движение произошло так быстро и было так хорошо организовано, что Трир был окружен со всех сторон менее чем за два часа. Враг бежал в большом беспорядке. Мэр и делегация государственных служащих явились, чтобы передать ключи от города командующему генералу Моро». Это произошло в три часа дня.
Курфюрст Клеменс Венцеслав, который и так проживал в Кобленце, бежал в Аугсбург и больше не вернулся в Трир, который через некоторое время был присоединен к французскому государству.